# 1779 en musique classique
| \| • Retour à la chronologie générale de la musique classique • \| |
| Grèce • Rome • Haut Moyen Âge • VIIIe siècle • IXe siècle • Xe siècle • XIe siècle XIIe siècle • XIIIe siècle • XIVe siècle • XVe siècle • XVIe siècle • XVIIe siècle XVIIIe siècle • XIXe siècle • XXe siècle • XXIe siècle |
| • Retour à la chronologie générale de la musique classique • |

| Années en musique classique : 1776 - 1777 - 1778 - 1779 - 1780 - 1781 - 1782    |
| Décennies en musique classique : 1740 - 1750 - 1760 - 1770 - 1780 - 1790 - 1800 |

## Événements
- 8 janvier : Mozart compose l'air de concert Popoli di Tessaglia! KV. 316/300b pour Aloysia Weber.
- 4 avril : La Messe du Couronnement KV. 317, de Mozart, créée à la cathédrale de Salzbourg.
- 25 avril : La Vera costanza, opéra de Joseph Haydn, créé à Esterhaza.
- 18 mai : Iphigénie en Tauride, tragédie de Christoph Willibald Gluck sur un livret de Guillard, créé à l'Opéra de Paris.
- 9 juillet : Symphonie no 33 en si bémol majeur de Mozart.
- 3 août : Sérénade no 9 KV 320 en ré majeur, dite « Posthorn », de Mozart.
- 24 septembre : Écho et Narcisse, opéra de Gluck, créé à Paris.
- 6 décembre : L'isola disabitata, azione teatrale de Joseph Haydn, créé à Esterhaza.
- 14 décembre : création de Amadis en Gaule, opéra écrit par Alphonse de Vismes et mis en musique par Johann Christian Bach.
- François-André Danican Philidor : Carmen seculare.
- Luigi Boccherini : Six quintettes à cordes opus 29 (G.313-318).
- Joseph Haydn : Symphonie "La Roxolane" no 63.
- Johann Christian Bach : 6 sonates pour clavecin ou pianoforte.

## Naissances

François Van Campenhout

- 22 janvier : Stefano Pavesi, compositeur italien († 28 juillet 1850).
- 5 février : François Van Campenhout, chanteur d'opéra, violoniste, chef d'orchestre et compositeur († 24 avril 1848).
- 22 février : Joachim Nikolas Eggert, compositeur et directeur musical suédois († 14 avril 1813).
- 23 février : Johann Kaspar Aiblinger, chef d'orchestre et compositeur allemand († 6 mai 1867).
- 28 février : Henri Darondeau, compositeur français († 30 juillet 1865).
- 21 mars : Alexis de Garaudé, professeur de chant et compositeur français († 30 mars 1852).
- 28 mars : Angelo Maria Benincori, compositeur italien († 30 décembre 1821).
- 10 mai : Angelica Catalani, soprano italienne († 13 juin 1849).
- 10 septembre : Alexandre Piccinni, compositeur français († 24 avril 1850).
- 4 octobre : Léopold Aimon, compositeur français († 2 février 1866).
- 7 novembre : Johann Heinrich Gottlieb Streitwolf, facteur d'instruments à vent (bois) et compositeur allemand († 14 février 1837).

Date indéterminée
- Virginie Morel-du Verger, compositrice et pianiste française († 17 décembre 1870).

## Décès

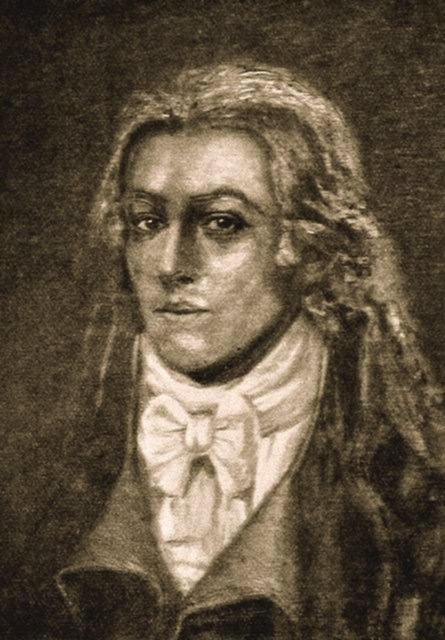
Tommaso Traetta

- 9 janvier : Manuel Espona, claveciniste, compositeur et maître de chapelle catalan (° 1714).
- 7 février : William Boyce, compositeur britannique (° 11 septembre 1711).
- 6 avril : Tommaso Traetta, compositeur italien (° 30 mars 1727).
- 13 novembre : François de Chennevières, poète et librettiste français (° 22 novembre 1699).
- 25 novembre : Dom Bédos de Celles, organiste et facteur d'orgues français (° 24 janvier 1709).
- 27 novembre : Josse Boutmy, organiste et claveciniste des Pays-Bas méridionaux (° 1er février 1697).
- 28 décembre : Gennaro Manna, compositeur et pédagogue italien (° 12 décembre 1715).

Date indéterminée
- Antonio Ferradini, compositeur italien.